# Малокугаева
Малокугаева — деревня в Тобольском районе Тюменской области, входит в состав Ушаровского сельского поселения.
Находится на берегу рек Лайда и Тайма, и озера Лайда

## Население
| 2010 |
| ---- |
| 4    |